# کامبیز درم‌بخش
کامبیز دِرَم‌بخش (۸ خرداد ۱۳۲۱ – ۱۵ آبان ۱۴۰۰)،  طراح، کاریکاتوریست و گرافیست ایرانی بود.او برندهٔ چندین جایزه بزرگ معتبر جهانی بود و چندین نمایشگاه مستقل از آثارش در کشورهای مختلف جهان برگزار شد. او برادر کیومرث درم‌بخش بود.

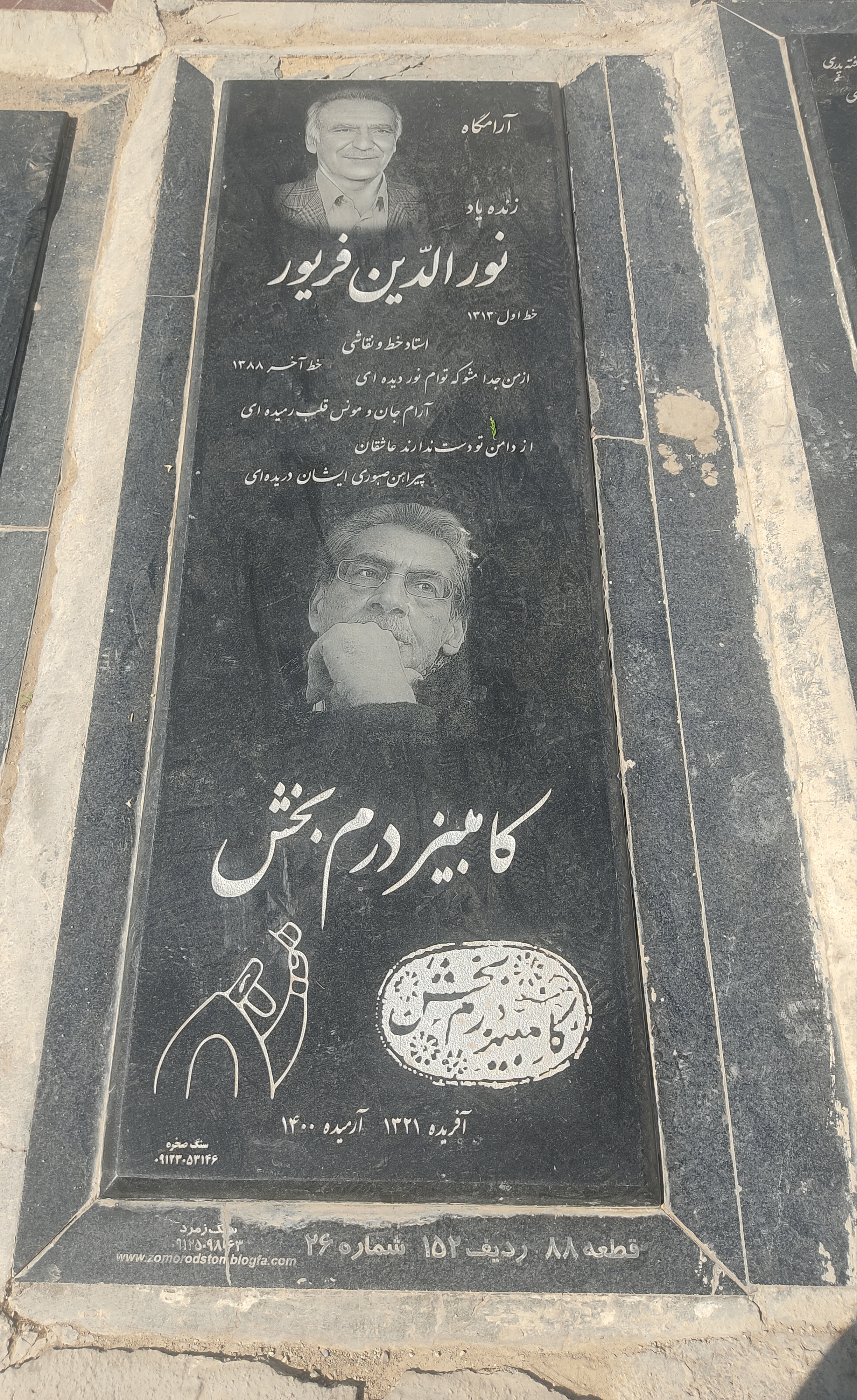
قبر کامبیز درم‌بخش در قطعه هنرمندان بهشت زهرا

کامبیز درم‌بخش در سال ۱۳۲۱ در شیراز زاده شد. او فارغ‌التحصیل هنرستان هنرهای زیبای تهران بود. کامبیز درم بخش  از ۱۴ سالگی همکاری خود را با نشریات ایرانی ازجمله نشریه توفیق آغاز کرد و با دیگر مطبوعات ایرانی و خارجی همچون نیویورک تایمز، اشپیگل، نبل اشپالتر کارش را ادامه داد. در مجموع بیش از ۶۰ سال با مطبوعات ایران و جهان همکاری مستمر داشته و مدّتی نیز در دانشکده هنرهای زیبای دانشگاه تهران، هنر کاریکاتور را آموزش داد.
کامبیز درم‌بخش برندهٔ جایزه از بزرگ‌ترین و معتبرترین مسابقات بین‌المللی کاریکاتور ژاپن، آلمان، ایتالیا، سوئیس، بلژیک، ترکیه، برزیل، یوگسلاوی و چندین جایزه بین‌المللی جنبی دیگر بوده و داور مدعو چند نمایشگاه بزرگ بین‌المللی کاریکاتور بود. او همچنین نشان شوالیه را از سفارت فرانسه در آبان ۱۳۹۳ دریافت کرد. او نخستین هنرمند هنرهای تجسمی در ایران است که این جایزه را دریافت کرد.
بسیاری از آثار درم‌بخش به موزه‌های معتبر جهان راه پیدا کرده‌اند. موزه هنرهای معاصر تهران، فرهنگستان هنر خانه صبا، کتابخانه ملی، مان هنر نو، موزه سندیکای گرافیست‌های ایران، موزه آوینیون پاریس، موزه کاریکاتور بازل در سوئیس، موزه کاریکاتور گابروو در بلغارستان، موزه هیروشیما در ژاپن، موزه ضد جنگ یوگسلاوی، موزه کاریکاتور استانبول در ترکیه، موزه کاریکاتور ورشو در لهستان و مجموعه شهرداری شهر فرانکفورت آلمان نمونه این موزه‌ها هستند.
کامبیز درم‌بخش چندین کتاب در زمینه تصویرسازی و کاریکاتور، چاپ و منتشر کرده‌است. بدون شرح، دفتر خاطرات فرشته‌ها، کتاب کامبیز (در ایتالیا منتشر شد)، کتاب‌های مشترک طنزاندیشان امروز ایران، طنزاندیشان امروز ایران در خارج از کشور، میازار موری که دانه‌کش است، المپیک خنده، سمفونی خطوط، اگر داوینچی مرا دیده بود نمونه این آثار هستند.
درم‌بخش فعالیت‌هایی در زمینه تبلیغات (طراحی روی جلد کتاب)، تصویرگری کتاب کودک، پوستر، فیلم کوتاه، کارت پستال، تقویم و مشابه آن‌ها دارد و از سال ۱۳۸۶ به بعد وارد عرصه ساخت پویانمایی نیز شد. او همراه با پسرش رامین در این زمینه فعال بود که نتیجه این همکاری، ساخت چندین فیلم انیمیشن کوتاه ازجمله مجموعه «دلقک‌ها» ست.
کامبیز درم‌بخش بیش از ۵۰ نمایشگاه انفرادی در داخل و خارج از کشور برگزار کرد و در ۱۰۰ نمایشگاه جمعی داخلی و خارجی حضور داشت. ازجمله نمایشگاه‌های آثار وی می‌توان به نمایش مجموعه کاریکاتورهای متعلق به سازمان اسناد و کتابخانه ملی ایران اشاره کرد که در سال ۱۳۹۷ به مناسبت هفته کتاب و کتابخوانی، در موزه کتاب و میراث مستند ایران برگزارشد.
در تاریخ پنجشنبه ۱۲ مهر ۱۳۹۷ در مراسم پایانی ششمین «جشنواره بین‌المللی هنر برای صلح»، نشان عالی «هنر برای صلح» به کامبیز درمبخش و ۳ هنرمند دیگر تقدیم شد.
کامبیز درم‌بخش به‌دلیل ابتلا به ویروس کرونا، از ۱۰ آبان ۱۴۰۰ در بخش مراقبت‌های ویژه بیمارستان آتیه تهران بستری شد و ۱۵ آبان ۱۴۰۰ در سن ۷۹ سالگی درگذشت.

## مستند سینمای کاغذی
در سال ۱۳۹۵ مستندی ۷۰ دقیقه‌ای به نام سینمای کاغذی دربارهٔ آثار و زندگی کامبیز درم بخش به کارگردانی جواد آتشباری منتشر شد.